# Emil Nečas
Emil Nečas (* 26. května 1972) je bývalý český fotbalista, záložník.

## Fotbalová kariéra
V české lize hrál za FC Petra Drnovice a SK Sigma Olomouc. Nastoupil ve 40 ligových utkáních, gól v lize nedal. V Evropské lize UEFA nastoupil ve 2 utkáních a v její kvalifikaci také ve 2 utkáních. Dále hrál v nižších soutěžích za FC Karviná, FK Hanácká kyselka Přerov, FC Vysočina Jihlava a 1. HFK Olomouc.

## Ligová bilance
| Ročník                          | Zápasy | Góly | Klub                      |
| ------------------------------- | ------ | ---- | ------------------------- |
| 2. česká fotbalová liga 1996/97 | 27     | 4    | FK Hanácká kyselka Přerov |
| 2. česká fotbalová liga 1997/98 | 12     | 0    | FC Karviná                |
| 2. česká fotbalová liga 1997/98 | 12     | 1    | FK Hanácká kyselka Přerov |
| 2. česká fotbalová liga 1998/99 | 13     | 2    | FK Hanácká kyselka Přerov |
| Gambrinus liga 1998/99          | 14     | 0    | FC Petra Drnovice         |
| Gambrinus liga 1999/00          | 26     | 0    | SK Sigma Olomouc          |
| 2. česká fotbalová liga 2000/01 | 15     | 1    | FC Vysočina Jihlava       |
| 2. česká fotbalová liga 2000/01 | 10     | 1    | 1. HFK Olomouc            |
| 2. česká fotbalová liga 2001/02 | 19     | 1    | 1. HFK Olomouc            |
| 2. česká fotbalová liga 2002/03 | 21     | 1    | 1. HFK Olomouc            |
| CELKEM 1. česká liga            | 40     | 0    |                           |